# Pierre Padet
Pierre Padet est un religieux et philosophe français, né à Pierreville vers 1582, et mort à Paris le 5 février 1665, à l'âge de 84 ans.

## Biographie
Vers l'âge de 14 ans, il a quitté sa province pour venir s'établir à Paris. Il a étudié la rhétorique au collège des Grassins sous Jules Boulenger, puis la philosophie au collège du Plessis sous Urbain Granier. Pierre Padet s'étant destiné à l'état ecclésiastique, il a suivi des cours de théologie auprès des meilleurs maîtres du collège de Sorbonne. Il y a reçu les ordres sacrés jusqu'à sacerdoce. Il a été reçu maître ès Arts et licencié en théologie de la Maison de la Sorbonne. Il s'est attaché à l'université de Paris pendant le reste de sa vie.
Georges Turgot de Demonville (1598-1621), proviseur du collège d'Harcourt, lui a donné la chaire de philosophie en 1612. Pierre Padet a donné son cours pendant 30 ans et qui a été suivi par jusqu'au 300 écoliers. Il y a plus enseigné la philosophie de Platon que celle d'Aristote. Il a ensuite été choisi proviseur du collège d'Harcourt par Georges Turgot avant sa mort le 2 juillet 1621. Il a continué l'œuvre de réforme de son prédécesseur et a consacré beaucoup d'énergie à l'administration du collège, aux examens et à la vie quotidienne des étudiants. Il a créé une infirmerie et une bibliothèque. Pour augmenter les capacités du collège, il a acheté de nombreuses maisons autour.
En 1627, Pierre Pardet a licencié le collège d'Harcourt à cause de la peste qui sévit à Paris. Il a donné aux élèves de province de quoi payer leur voyage, mais lui-même est resté à Paris. Il a fait de même pendant les traoubles de la Fronde.
On connaît son cours grâce aux cahiers d'étudiants. René Pintard a retrouvé le cahier de logique et de morale écrit en  latin par  Gabriel  Naudé qui a été l'élève de Pierre Padet au collège d’Harcourt en 1616-1617,
Il a été nommé recteur de l'Université de Paris en 1622. Dans un acte d'opposition de l'université de Paris à la tentative des Jésuites du collège de Clermont de prendre le contrôle du collège du Mans, en 1631, il est désigné comme procureur de la Nation de Normandie de la Faculté des Arts de l'université de Paris. Les Jésuites avaient déjà essayé d'annexer le collège du Mans en 1624. Ils avaient obtenu cette autorisation de Louis XIII en 1632.
En 1647, grâce à la protection de l'archevêque de Lyon, Alphonse-Louis du Plessis de Richelieu, Grand aumônier de France, il a obtenu la chaire de philosophie grecque et latine au Collège de France. Il a résigné cette chaire en 1663. Louis Noël, ancien professeur au collège d'Harcourt, est nommé à sa place au Collège royal et prononce sa harangue d'installation le 28 février 1663. 
Par ses donations et sa remise en ordre du collège d'Harcourt, Pierre Padet a parfois été désigné comme le second fondateur du collège. Il a fait ses premières donations au collège en 1649 de 26 000 livres, puis dans son testament du 15 juin 1657 avec 37 635 livres pour la fondation de quatre obits d'une messe à dire tous les dimanches et d'une pension pour un bibliothécaire dont la nomination devait être renouvelée tous les trois ans. Il a étendu ses libéralités aux collèges des Grassins, du Plessis et du Mans qu'il a fait réparer en grande partie.

## Élèves
- Gabriel Naudé a été son élève en 1617.
- Jean-Jacques Olier (1608-1657), fondateur de la Compagnie des prêtres de Saint-Sulpice a été son élève entre 1625 et 1627.

## Publications
Pierre Padet a peu écrit :
- avec plusieurs auteurs, Sphæra Jacobi Capreoli, moderatoris scholæ Harcurianæ, et professoris philosophiæ, 1623
- Eminentissimo cardinali Lugdunensi Alphonso Richelio quam habuit D. Kal. Decembris An. M. DC. XLVII. in auditorio Regio Cameracensi, Orationem, quodque inde affecit & dehinc perficiet, opus de Ente & partibus Entis. D. D. C. Petrus Padetius obsequentissimus cliens & observantissimus, Paris, vers 1647
- Défense des droits de l'université, 1647
- avec Jacques Chevreuil (vers 1595-1649), Les declinaisons grecques arrangees avec le latin pour les enfans qui commencent : et l'alphabet grec expliqué en françois, pour apprendre à bien lire & bien escrire en grec, chez Edme Martin, Paris, 1649

### Biographie
- Abbé Claude-Pierre Goujet, Mémoire historique et littéraire sur le Collège royal de France, chez Augustin-Martin Lottin, Paris, 1758, p. 274-286 (lire en ligne)
- Henri Louis Bouquet, L'ancien collège d'Harcourt et le lycée Saint-Louis. Notes et documents pour la plupart inédits avec un dessin de G. Rochegrosse, Delalain frères, Paris, 1891, p. 157, 254, 260, 268, 272, 274, 375284, 287, 292-303, 307, 322, 325, 346, 373, 378, 443, 448, 454, 455, 512, 593, 595, 696, 648, 650, 663, 668, 669, 674-677, 685, 686, 702-704, 706, 738 (lire en ligne)
- Abbé Lerosey, L'instruction publique dans les diocèses de Coutances et d'Avranches avant 1789 (suite), dans Notices, mémoires et documents publiés par la Société d'agriculture, d'archéologie et d'histoire naturelle du département de la Manche, 1906, p. 35-37, 40, 49-50 (lire en ligne)